# Hans Eckensberger
Hans Hugo Karl Eckensberger (* 16. März 1897 in Leipzig; † 13. Januar 1966 in Braunschweig) war ein deutscher Journalist, Zeitungsverleger und Chefredakteur.

## Leben
Hans Eckensberger war der Sohn des Verlegers Hugo Eckensberger (1865–1942). Er legte am 15. Juni 1915 die Notreifeprüfung am Reform-Realgymnasium in Braunschweig ab. Nach Ende des Ersten Weltkrieges, in dem er das Eiserne Kreuz 1. und 2. Klasse erhielt, studierte er sieben Semester Volkswirtschaftslehre an den Universitäten von Leipzig und Greifswald. Schließlich wurde er Volontär bei der Leipziger Zeitung und anschließend politischer Redakteur beim Leipziger Tageblatt. Nach weiteren Stationen in Rudolstadt und Heidenheim an der Brenz kam Hans Eckensberger nach Braunschweig, wo sein Vater Gesellschafter und Chefredakteur der Braunschweiger Neuesten Nachrichten (BNN) war. Mitte der 1920er übernahm der Sohn die Nachfolge des Vaters.
Neben den Braunschweiger Neuesten Nachrichten gab es zu dieser Zeit noch zwei weitere bedeutende Tageszeitungen in der Stadt, die Braunschweigische Landeszeitung und den Braunschweigischen Allgemeinen Anzeiger. Wirtschaftlich beherrscht wurden alle drei Zeitungen vom Dresdner Papiergroßhändler Gottlieb Paul Leonhardt. Dieser hatte 1909 Druckerei und Verlag Limbach in Braunschweig übernommen. An den drei großen Zeitungen hielt er jeweils 75 %. 1936 übergab Leonhardt Druckerei und Verlag Limbach an seine Tochter Isolde, die seit 1921 mit Harald E. Voigt, später SS-Sturmbannführer und Adjutant im Auslandspresseamt der NSDAP, verheiratet war.

### Zeit des Nationalsozialismus
Eckensberger war in erster Ehe mit der Jüdin Margarete, geb. Friedmann (1899–1951), verheiratet. Sie war eine bekannte Schauspielerin am Staatstheater Braunschweig. Wegen Widerstandes gegen den Nationalsozialismus sowie wegen seiner Ehe mit einer Jüdin, musste Eckensberger 1934 seinen Posten bei der Zeitung aufgeben und wurde für ein Jahr inhaftiert. Nach der Haftentlassung flüchtete das Ehepaar 1936 von Braunschweig nach Leipzig, wo Margarete Eckensberger von ihrem Mann bis zum Ende des Zweiten Weltkrieges versteckt wurde. Hans Eckensberger arbeitete während dieser Zeit als Papierhändler. Seit 1943 hatte Eckensberger Kontakt zum Widerstand gegen den Nationalsozialismus. Er übernahm Botengänge und half bei der Vorbereitung eines Verstecks für Carl Friedrich Goerdeler. Im letzten Kriegsjahr wurde er zur Arbeit bei der Organisation Todt zwangsverpflichtet.
Nach Kriegsende kehrte das Paar 1945 nach Braunschweig zurück. Margarete Eckensberger starb dort unerwartet am 9. Mai 1951.

### Braunschweiger Zeitung

Ausgabe vom 22. Mai 1948. Unter dem Titel: Veröffentlicht unter Zulassung Nr. 2 der Militärregierung

Nach Kriegsende gehörte Braunschweig zur Britischen Besatzungszone. Am 6. Januar 1946 erhielt Hans Eckensberger von der britischen Militärregierung die Drucklizenz Nummer 2 für die Braunschweiger Zeitung. Die Lizenz mit der Nummer 1 hatte kurz vorher die Aachener Volkszeitung erhalten. Die Braunschweiger Zeitung war die erste Nachkriegszeitung in der Britischen Zone. Ihre Erstausgabe erschien am 8. Januar 1946. Zu Anfang war Eckensberger sowohl Herausgeber („Lizenzträger“) als auch Verleger. Er leitete die Braunschweiger Zeitung bis zu seinem Tode 1966.
Eckensberger war Mitglied und Schatzmeister (1947–1965) der DGV Deutsche Gesellschaft für Völkerkunde.

### Ehrung
Für seine Verdienste wurde Hans Eckensberger das Bundesverdienstkreuz 1. Klasse verliehen.

### Zweite Ehe
In zweiter Ehe war Eckensberger mit Helga (1916–1973) verheiratet. Nach dem Tode ihres Mannes war sie Herausgeberin und Geschäftsführerin der Braunschweiger Zeitung. Helga Eckensberger wurde am 27. Oktober 1973 in ihrer Braunschweiger Wohnung Opfer eines Gewaltverbrechens. Nach ihrem Tod ging der 60-%-Anteil an der Braunschweiger Zeitung auf Grundlage des Gesellschaftsvertrags der Firma Eckensberger & Co. vom 17. Juni 1961 an Isolde Voigt und deren Söhne Arndt und Henning über.

## Hans und Helga Eckensberger Stiftung
Die „Hans und Helga Eckensberger Stiftung“ wurde am 1. März 1974 mit einem Kapital von umgerechnet 10 Millionen Euro gegründet. Es handelt sich um eine Stiftung, mit dem Zweck der „Unterstützung bedürftiger Personen durch zweckentsprechende Maßnahmen sowie die Förderung kultureller, ausbildender und bildender Aufgaben, insoweit diese im Rahmen der Gemeinnützigkeit liegen und begrenzt auf die Region Braunschweig.“